# Lama Gyourmé
Lama
- -
Lama Gyourmé, aussi écrit  en transcription anglaise Gyurme (tibétain : བླ་མ་་འགྱུར་མེད), né le 26 septembre 1948 au Bhoutan, est un enseignant du Bouddhisme tibétain. Installé en France depuis 1974, il dirige le centre Kagyu-Dzong de Paris et, depuis 1982, la Congrégation Vajradhara-Ling en Normandie.
Depuis 2010, il est aussi le directeur spirituel de Drayang Gyatso Ling, un centre consacré aux chants de mantras et à la méditation, à Barcelone.
Il est aussi réputé pour ses chants sacrés. Lors de ses concerts, il est accompagné par le musicien Jean-Philippe Rykiel.

## Biographie
Lama Gyourmé est né en 1948 au Bhoutan. Il est le fils de Lama Pékar, un grand lama, représentant de la princesse du Bhoutan, Ashi Wangmo, et responsable du monastère de Djang Tchoub Tcheu Ling (Changchub Chöling situé dans le gewog de Kurtoe).
Lama Gyourmé fréquente ce monastère dès l'âge de quatre ans et y étudie à partir de celui de dix ans. 
C'est là que débute son attrait pour la musique sacrée. Il y reçoit les enseignements bouddhistes, complétés par une initiation aux arts traditionnels, dont la musique. Il reçoit ses vœux de moine novice du 16e karmapa, qui a fui le Tibet lors du soulèvement tibétain de 1959.
À la demande de Kalou Rinpoché, à 17 ans, il se rend en Inde et s'engage dans la traditionnelle retraite de 3 ans au monastère de Sonada en même temps que Bokar Rinpoché. Au cours de sa retraite il est nommé Oumzé - maître des cérémonies, des rituels, des chants et des danses – par Kalou Rinpoché. À l'issue de celle-ci, il obteint le titre de Lama. 
À 21 ans, il commence une étude qui durera 4 ans à Rumtek (Sikkim), siège du 16e Karmapa en exil. Il y reçoit la transmission des terma de Dilgo Khyentsé Rinpoché. 
Il va ensuite compléter son éducation religieuse au Bhoutan avant d’obtenir son diplôme d’enseignant de la tradition Kagyupa qui lui est remis par le 16e Karmapa.
En 1974, il se rend en Europe à la demande du 16e Karmapa et de Kalou Rinpoché, qu'il accompagne.  
Il arrive en France en juin 1974 et Kalou Rinpoché lui annonce qu'il va demeurer à Paris pour enseigner le bouddhisme tibétain aux Occidentaux. 
L'association Kagyu Dzong est très vite créée et le Temple tibétain Kagyu-Dzong est construit en 1985 à proximité de la Pagode du bois de Vincennes à Paris. 
Il fait ensuite l'acquisition d'un terrain et d'une ancienne bâtisse dans le but de fonder Vajradhara-Ling, un lieu destiné aux retraites bouddhistes, dans la campagne normande. Il choisit cet endroit protégé dans une vallée de l'Orne, à Aubry-le-Panthou. Cependant, lors de visites aux alentours, il découvre des chars d'assaut vestiges de la Seconde Guerre mondiale et visite le cimetière d’Omaha Beach où sont enterrés des milliers de soldats morts en un seul jour. 
Ceci l'amène à souhaiter la construction d'un lieu dédié à la paix. 
Il rénove ensuite le bâtiment existant, construit un moulin à prière et un Stupa, le plus grand d’Europe, dédié à la paix et à la prompte renaissance du Karmapa, suivant les souhaits de Kalou Rinpoché. Quand cette construction du Stupa s’achève en 1989, la renaissance du Karmapa est annoncée et, cette même année, le Dalaï-Lama reçoit le prix Nobel de la paix. En 2008, Sa Sainteté vient bénir le Stupa et le projet du Temple pour la Paix. 
Lama Gyourmé rencontre Jean-Philippe Rykiel en 1994. Ils réalisent un premier album et donnent de nombreux concerts dans le monde, des États-Unis à l'Espagne, où ils reçoivent un disque d'or. Cela conduit Lama Gyourmé à Barcelone où il rencontre des disciples et y fonde un centre, Drayang Gyatso Ling. Sept ans plus tard, sort un second album, suivi d'un troisième en 2011, dénommé « Chants pour la Paix » dédié à la construction du Temple pour la Paix. En 1999, il participe à la Bande originale du film Himalaya : L'Enfance d'un chef.
En 1995 et en 1998, il se rend en pèlerinage au Tibet et rend visite au monastère de Tsourphou au 17e Karmapa Orgyen Trinley Dorje à qui il présente son projet de construction d'un Temple pour la Paix.

## Discographie
- 1995 : Chants pour l'Eveil (Songs Of Awakening) avec Jean-Philippe Rykiel et Loy Ehrlich
- 1999 : B.O. du film Himalaya : L'Enfance d'un chef d’Éric Valli
- 2000 : Rain Of Blessings/Vajra Chants" avec Jean-Philippe Rykiel
- 2004 : The Lama's Chants (Songs Of Awakening/Roads Of Blessings avec Jean-Philippe Rykiel
- 2011 : Chants pour la Paix
- 2013 : Voices of light - Lama Gyurme, Michel de Grèce et Sébastien Lucas